# مدرع هجين
مدرع هجين (الاسم العلمي: Dasypus hybridus) (بالإنجليزية: Southern Long-nosed Armadillo)‏ هو نوع من الحيوانات يتبع جنس مدرع غليظ القدم من فصيلة مدرعات طويلة الأنف.